# Abdul Kadir al-Arnaut
Abdul Kadir al-Arnaut (arab. عبد القادر الأرناؤوط), właśc. Kadri Sokoli (ur. 1928 we wsi Vrella, okręg Peje w Kosowie, zm. 26 listopada 2004 w Damaszku) – syryjski duchowny sunnicki pochodzenia albańskiego.

## Życiorys
Urodził się w albańskiej rodzinie muzułmańskiej pochodzącej z Kosowa. W 1931 wraz z rodziną przeniósł się do Damaszku. W tym samym roku zmarła jego matka. Uczył się początkowo w szkole al-Adam al-Islami, a następnie w szkole al-Isaaf al-Hairi. Po pięciu latach nauki znalazł się pod opieką Saida al-Ahmara, który wprowadził go do środowiska słynnych syryjskich ulemów. W latach 1952–1959 pracował w szkole przy meczecie Al-Baraniah jako nauczyciel Koranu.
Jako uczony muzułmański specjalizował się w hadisach i fikhach, wykładając w szkole az-Zahraa. Nawoływał muzułmanów Damaszku, aby nie brali udziału w obchodach świąt chrześcijańskich i aby przestrzegali rygorystycznie prawa islamskiego. Władze Syrii zabroniły al-Arnautowi wystąpień publicznych, oskarżając go o podsycanie waśni międzywyznaniowych. 
Zmarł w Damaszku. Ceremonię pogrzebową w meczecie Zejnel Abidi prowadził jego syn, Mahmud al-Arnaut.